# Christopher Jones (attore)
Christopher Jones, all'anagrafe William "Billy" Frank Jones (Jackson, 18 agosto 1941 – Los Alamitos, 31 gennaio 2014), è stato un attore statunitense.

## Biografia
Era principalmente noto per il ruolo di Jesse James nella serie televisiva La leggenda di Jesse James (1965-1966) e per aver interpretato la parte del Maggiore Doryan nel film La figlia di Ryan (1970) di David Lean. Morì per un tumore alla cistifellea.

## Vita privata
Fu sposato con l'attrice Susan Strasberg ed ebbe sette figli, che gli sopravvissero tutti.

## Filmografia

### Cinema
- La tigre in corpo (Chubasco), regia di Allen H. Miner (1967)
- Quattordici o guerra (Wild in the Streets), regia di Barry Shear (1968)
- Tre femmine in soffitta (Three in the Attic), regia di Richard Wilson (1968)
- Lo specchio delle spie (The Looking Glass War), regia di Frank Pierson (1969)
- Una breve stagione, regia di Renato Castellani (1969)
- La figlia di Ryan (Ryan's Daughter), regia di David Lean (1970)
- Il tempo dei cani pazzi (Mad Dog Time), regia di Larry Bishop (1996)

### Televisione
- La leggenda di Jesse James (The Legend of Jesse James) - serie TV, 34 episodi (1965-1966)
- Organizzazione U.N.C.L.E. (The Man from U.N.C.L.E.) - serie TV, episodio 4x02 (1967)
- Al banco della difesa (Judd for the Defense) - serie TV, episodio 1x01 (1967)

## Doppiatori italiani
- Cesare Barbetti in La figlia di Ryan